# Jaime García Terrés
Jaime García Terrés (Ciudad de México, 15 de mayo de 1924 - Ibídem, 29 de abril de 1996) fue un editor, diplomático, ensayista, cronista, traductor y poeta mexicano. Fue director del Fondo de Cultura Económica de 1983 a 1988.

## Biografía

### Educación
Obtuvo el título de abogado con mención honorífica en la Facultad de Derecho de la Universidad Nacional Autónoma de México en 1949. Ese mismo año comenzó sus estudios de posgrado en la Facultad de Filosofía y Letras donde realizó sus investigaciones en letras. En Francia, becado por el gobierno francés, estudió Estética en la Universidad de París y Filosofía medieval en el Collège de France.

## Carrera en letras
Se inició en las letras a los 17 años con su ensayo Panorama de la crítica literaria en México. En su adolescencia conoció a Alfonso Reyes con quien publicó sus primeros trabajos, un par de ensayos sobre crítica literaria y su libro Sobre la responsabilidad del escritor, que habla sobre los deberes éticos que tiene todo literato y sobre la censura con la que se enfrenta. En el terreno de la crítica literaria destaca su estudio de la poesía de Gilberto Owen.
Sus viajes en Grecia dieron origen a dos crónicas Grecia 60 y Reloj de Atenas, este último un relato de su estancia como embajador del país y la razón detrás de su renuncia al cargo. Criticó los vicios de la sociedad a través de sus artículos periodísticos, en estos puede observarse su gran conformidad y su preocupación por siempre decir la verdad.
Su poesía aborda temas heroicos y de homenaje a personajes de la literatura universal, también habla sobre la degradación de la realidad y la banalidad en la que se vive, utilizando lo cotidiano como ejemplo más común. Fue el principal traductor de la poesía griega contemporánea y tradujo además a autores como Malcolm Lowry, Ezra Pound, T. S. Eliot, Chesterton, Jules Laforgue, Gottfried Benn, Friedrich Hölderlin y William Butler Yeats.

## Cargos ejercidos
- Colaboró en el Instituto Nacional de Bellas Artes como consejero (1947), subdirector general (1948 a 1949), director interino en (1948 y 1952), y jefe del departamento editorial (1951 a 1953).
- Director general de Difusión Cultural, UNAM (1953-1965).
- Director de la colección de «Poesía y Ensayo» publicada por la Imprenta Universitaria (1960-1965).
- Embajador en Grecia (1965-1968).
- Director general de la Biblioteca Archivo de la Secretaría de Relaciones Exteriores (1968-1971).
- Colaboró con el Fondo de Cultura Económica como asesor técnico, subdirector general (1974) y director general (1983-1988).
- Director de la Biblioteca de México José Vasconcelos (1988-1996).
- Presidente de varias Comisiones Editoriales: UNAM, Instituto Mexicano del Libro y del Centro Interamericano de Libros Académicos.

En 1950 el gobierno francés le otorgó una beca de estancia en París y en 1994 ingresó al Sistema Nacional de Creadores de Arte (SNCA), como creador emérito. En 1978 obtuvo el Premio Magda Donato por su libro Reloj de Atenas.

## Gestión como director del Fondo de Cultura Económica
Desde 1971, Jaime García Terrés formó parte del Fondo de Cultura Económica (FCE) como asesor editorial, subdirector de La Gaceta del Fondo de Cultura Económica y director general. En esta etapa se añadieron al catálogo del Fondo 12 colecciones y 1417 títulos nuevos. En 1983 comenzó a circular la serie Lecturas Mexicanas. En 1986 inició un proyecto editorial de divulgación de la ciencia —área en la que predominaban en el mercado nacional los libros en idiomas extranjeros y las traducciones—, formándose para tal efecto un comité de selección integrado por prestigiados investigadores mexicanos; el objeto era publicar los trabajos de los científicos mexicanos.
Dentro de la colección La Ciencia desde México, editada con la colaboración de la Secretaría de Educación Pública y del Consejo Nacional de Ciencia y Tecnología, se publicaron, de 1986 a 1988, 60 títulos sobre diversos temas científicos.
En 1985 la filial del FCE en Chile arrancó un primer programa reducido de ediciones y reimpresiones para consumo local. Más adelante, la filial de España del FCE inició su programa con autores y obras españolas publicados en tres colecciones propias: Paideia, Sombras de Origen y Fin de Mundo. Al finalizar su gestión, las filiales de Argentina y Colombia también arrancaron sus programas editoriales con reimpresiones de obras producidas en la casa matriz.
Por otra parte, La Gaceta del Fondo de Cultura Económica, que se iniciara como boletín bibliográfico en 1954, se convirtió en una revista mensual y en 1987 fue galardonada con el Premio Nacional de Periodismo (México), en reconocimiento a su labor de difusión cultural. Asimismo, en 1986 se otorgó el Premio Internacional de Fotografía a la colección «Río de Luz» creada durante su gestión.

## Obras

### Poesía
- El hermano menor (1953)
- Correo Nocturno (1954)
- Las provincias del aire (1956)
- Los reinos combatientes (1961)
- Todo lo más por decir (1971)
- Honores a Francisco de Terrazas (1979)
- Corre la voz (1980)
- Parte de vida (1988)
- Las manchas del sol (1988)

### Antología
- Cien imágenes del mar (1962)[3]
- Letanías profanas (1980)

### Ensayo
- Panorama de la crítica literaria en México (1941)
- Sobre la responsabilidad del escritor (1941)
- Galeras (en colaboración con Carlos Fuentes) (1958)
- La feria de los días y otros textos políticos y literarios (1961)
- Los infiernos del pensamiento. En torno a Freud: ideología y psicoanálisis (1967)
- Poesía y Alquimia (Los tres mundos de Gilberto Owen) (1980)

### Memorias
- Reloj de Atenas (1977)